# Contentpolis-AMPO
Contentpolis-AMPO era un equipo ciclista de categoría Profesional Continental murciano. El equipo nació en 2006 de la mano de su director José Luis de Santos, como continental, y como filial extraoficial del Saunier Duval, bajo el patrocinio de Grupo Nicolás Mateos.

## Historia

### Grupo Nicolás Mateos

#### Filial Continental del Saunier Duval
El equipo fue creado para la temporada 2006. El nuevo conjunto, de categoría Continental, se estrenó bajo el nombre Grupo Nicolás Mateos (nombre de la empresa inmobiliaria que patrocinaba el proyecto).
La formación había sido concebida como un equipo filial profesional del Saunier Duval, un equipo UCI ProTour (máxima categoría) dirigido por Mauro Gianetti y Joxean Fernández Matxín. Así, jóvenes ciclistas que tras su paso por el campo aficionado ya habían firmado por la estructura de Gianetti y Matxín se estrenaban en el profesionalismo en este equipo filial, antes de dar el salto al conjunto ProTour; tal fue el caso de Beñat Intxausti.

### El Gobierno de Murcia, patrocinador principal

#### Reestructuración y Profesional Continental
Tras la temporada 2007 los problemas económicos precipitaron un cambio en la estructura del equipo. El Grupo Nicolás Mateos abandonó el patrocinio del equipo como consecuencia de la crisis que empezaba a experimentar el sector de la construcción, hasta entonces boyante. La confirmación de la retirada del patrocinio por parte de la empresa (cuyo máximo responsable terminó en prisión) se produjo en febrero de 2008, pocos días antes de la primera carrera en la que debía tomar parte el equipo, la Challenge de Mallorca.
El Gobierno de la Región de Murcia, que ya había apoyado económicamente al equipo, se convirtió entonces en su patrocinador principal. El equipo pasó además a ser Profesional Continental, una categoría superior a la que había tenido hasta entonces (Continental) y solo por debajo del UCI ProTour.
Manuel López, un director deportivo de un equipo ciclista juvenil que había dirigido en categorías inferiores a ciclistas profesionales como Alejandro Valverde y José Joaquín Rojas, se incorporó al equipo tras hablar con José Antonio Ortuño, mánager general de la formación. López había asegurado que con el presupuesto de que disponía el equipo como Continental podía afrontar el salto y convertirse en Profesional Continental.

#### 2008
La entrada oficial del gobierno murciano hizo que el equipo pasara a llamarse en un primer momento Murcia. Poco después sin embargo, el equipo fue renombrado como Contentpolis-Murcia. Este cambio de nombre se debía a la decisión del Gobierno de la Región de Murcia de que su aportación económica al proyecto fuera publicitado, además de por el nombre de la región, bajo el nombre Contentpolis, un proyecto del gobierno murciano que debía acoger en 210 hectáreas a 200 empresas y 3000 trabajadores en torno a las nuevas tecnologías.
Ese año el conjunto consiguió cuatro victorias. Oleg Chuzhda ganó la General de la Vuelta a la Comunidad de Madrid y Manuel Calvente la de la Vuelta a La Rioja. Además, Manuel Vázquez Hueso se impuso en la primera jornada de la Regio Tour, en la que acabó tercero y ejerció el liderato durante tres jornadas, y también se impuso en la tercera etapa de la Vuelta a la Comunidad Valenciana, en la que acabó segundo. Jesús Buendía fue segundo en el Trofeo Joaquim Agostinho, e incluso lideró la prueba portuguesa durante dos etapas; y Adrián Palomares ocupó el tercer cajón del podio de la Euskal Bizikleta.

#### 2009
En 2009 el equipo pasó a llamarse Contentpolis-AMPO, debido a la incorporación como copatrocinador de AMPO, una cooperativa guipuzcoana. Además, el conjunto murciano fue uno de los equipos Profesionales Continentales que obtuvo una "Wild Card", por lo que además de seguir corriendo carreras del Circuito Continental e incorporarse al programa del pasaporte biológico podía participar (si obtenía una invitación de la organización) en cualquier carrera del UCI World Ranking, tanto en las Carreras Históricas (al igual que todos los equipos con pasaporte biológico, con o sin "Wild Card") como en las del UCI ProTour (a las que sólo podían ser invitados equipos con la mencionada "Wild Card").
El equipo corrió en primavera dos carreras UCI ProTour: la Vuelta al País Vasco y la Volta a Cataluña.
Para esa temporada la plantilla creció hasta 19 corredores, e incluyó destacadas incorporaciones como los velocistas Javier Benítez (ex Benfica), Mikel Gaztañaga (ex Agritubel) y Francisco José Pacheco (ex Barbot), además del ex-Euskaltel-Euskadi Dionisio Galparsoro, Gorka Izagirre, Aitor Pérez Arrieta (ex Extremadura), Claudio José Casas (ex Andalucía-Cajasur) o el recalificado Óscar García-Casarrubios. La mitad de ellos vascos debido al patrocinio de AMPO.

## Corredor mejor clasificado en las Grandes Vueltas
| Año  | Giro de Italia | Tour de Francia | Vuelta a España           |
| ---- | -------------- | --------------- | ------------------------- |
| 2006 | -              | -               | -                         |
| 2007 | -              | -               | -                         |
| 2008 | -              | -               | -                         |
| 2009 | -              | -               | 15.º Manuel Vázquez Hueso |

## Equipo filial
El equipo tuvo una formación amateur dirigida por el excorredor José Cayetano Juliá y formado por estos corredores en su última temporada:
| Nombre               | Nacionalidad |
| Javier Chacón        | España       |
| David Calatayud      | España       |
| Salvador Guardiola   | España       |
| Iván Martínez        | España       |
| Pedro José Fructuoso | España       |
| Antonio Gracia       | España       |

## Material ciclista
El equipo utilizó biciciletas Ridley en sus dos últimas temporadas y BH en las dos primeras.

## Clasificaciones UCI
A partir de 2005 la UCI instauró los Circuitos Continentales UCI, donde el equipo está desde que se creó en 2006, registrado dentro del UCI Europe Tour. Estando en las clasificaciones del UCI Europe Tour Ranking, UCI America Tour Ranking así como en la global de los equipos Continentales Profesionales adheridos al pasaporte biológico creada en el 2009 PCT Biological passport. Las clasificaciones del equipo y de su ciclista más destacado son las siguientes:
| Temporada                      | Clasificación por equipos | Mejor corredor en la clasificación individual | Posición |
| 2005-2006 (Europe Tour)        | 56.º                      | Sergi Escobar                                 | 352.º    |
| 2006-2007 (Europe Tour)        | 81.º                      | Diego Milán                                   | 336.º    |
| 2007-2008 (Europe Tour)        | 17.º                      | Manuel Vázquez Hueso                          | 24.º     |
| 2008-2009 (America Tour)       | 104.º                     | Javier Benítez Pomares                        | 22.º     |
| 2008-2009 (Europe Tour)        | 34.º                      | Francisco José Pacheco                        | 225.º    |
| 2009 (PCT Biological passport) | 15.º                      | -                                             | -        |

Tras discrepancias entre la UCI y los organizadores de las Grandes Vueltas, en 2009 se tuvo que refundar el UCI ProTour en una nueva estructura llamada UCI World Ranking, formada por carreras del UCI World Calendar; el equipo siguió siendo de categoría Continental Profesional pero tuvo derecho a entrar en ese ranking por adherirse al pasaporte biológico.
| Año  | Clasificación por equipos | Mejor corredor en la clasificación individual | Posición |
| 2009 | 28.º                      | Manuel Vázquez Hueso                          | 140.º    |

## Palmarés

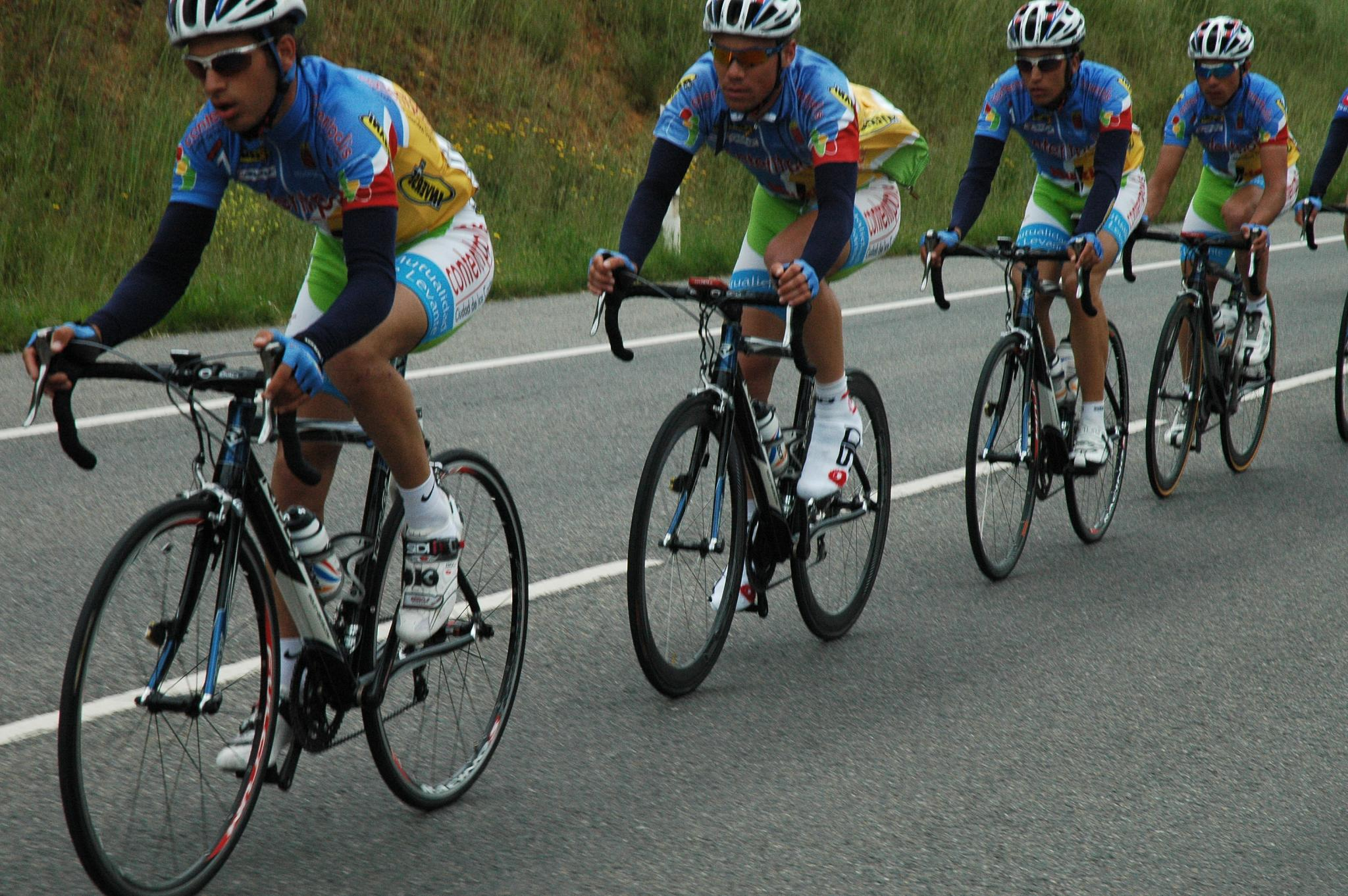
Contentpolis-Murcia.

Para años anteriores, véase Palmarés del Contentpolis-AMPO

## Plantilla
Para años anteriores, véase Plantillas del Contentpolis-AMPO

### Plantilla 2009
| Nombre                   | Nacimiento | Nacionalidad | Equipo 2008                    |
| Javier Benítez           | 03/01/1979 | España       | Benfica                        |
| Claudio José Casas       | 25/02/1982 | España       | Andalucía-Cajasur              |
| Oleg Chuzhda             | 08/05/1985 | Ucrania      | Contentpolis-Murcia            |
| Sergio Domínguez         | 12/04/1986 | España       | Contentpolis-Murcia            |
| Javier Etxarri           | 16/08/1986 | España       | Contentpolis-Murcia            |
| Dionisio Galparsoro      | 13/08/1978 | España       | Euskaltel-Euskadi              |
| Óscar García-Casarrubios | 07/06/1984 | España       | Relax-GAM (en 2007)            |
| Mikel Gaztañaga          | 05/12/1979 | España       | Agritubel                      |
| José Herrada             | 01/10/1985 | España       | Contentpolis-Murcia            |
| Gorka Izagirre           | 07/10/1987 | España       | Neoprofesional                 |
| Francisco José Pacheco   | 27/03/1982 | España       | Barbot-Siper                   |
| Adrián Palomares         | 18/02/1976 | España       | Contentpolis-Murcia            |
| Aitor Pérez Arrieta      | 24/07/1977 | España       | Extremadura-Ciclismo Solidario |
| Rubén Reig               | 26/09/1986 | España       | Contentpolis-Murcia            |
| Julián Sánchez Pimienta  | 26/02/1980 | España       | Contentpolis-Murcia            |
| Rafael Serrano           | 15/07/1987 | España       | Contentpolis-Murcia            |
| Eloy Teruel              | 20/11/1982 | España       | Contentpolis-Murcia            |
| Manuel Vázquez Hueso     | 31/03/1981 | España       | Contentpolis-Murcia            |
| Pedro José Vera          | 28/02/1984 | España       | Neoprofesional                 |

| Stagiaire          | Fecha      | Nacionalidad |
| ------------------ | ---------- | ------------ |
| David Calatayud    | 10/10/1983 | España       |
| Salvador Guardiola | 05/09/1988 | España       |
| Iván Martínez      | 08/09/1985 | España       |